# Synagoga v Hořicích
Bývalá synagoga se nachází v Tovární ulici severně od náměstí Jiřího z Poděbrad v Hořicích v okrese Jičín v Královéhradeckém kraji.

## Popis
Barokní budova nahradila původní dřevěnou stavbu z let 1726–1729,  zbořenou po roce 1765. Zděná budova byla postavena v roce 1767, v roce 1788 je zmínka o dřevěné střeše, která byla roku 1860 nahrazena taškovou. V roce 1859 totiž podlehla požáru, který zachvátil ulici i s masnými krámy a domy. Oprava byla provedena v novorománském slohu a budova byla také rozšířena. V 80. letech 19. století byla vystavěna nová ženská galerie, ještě jedna významná renovace se uskutečnila v roce 1902, kdy byla pořízena nová sedadla a okna a budova byla vymalována.
Vchodem ze severní strany se sestupuje do interiéru pod úroveň dnešní silnice. Vnitřní vybavení se nezachovalo, vidět je však zbudovaná galerie. Na severní straně střechy je dochováno původní desatero, pod ním je umístěna pamětní deska připomínající místní židovskou komunitu vyvražděnou v letech 1939-1945 nacisty.
K bohoslužbám se synagoga využívala do poloviny 30. let 20. století, od roku 1956 ji používá jako modlitebnu Československá církev husitská. Od roku 1993 je chráněnou kulturní památkou České republiky.

## Galerie

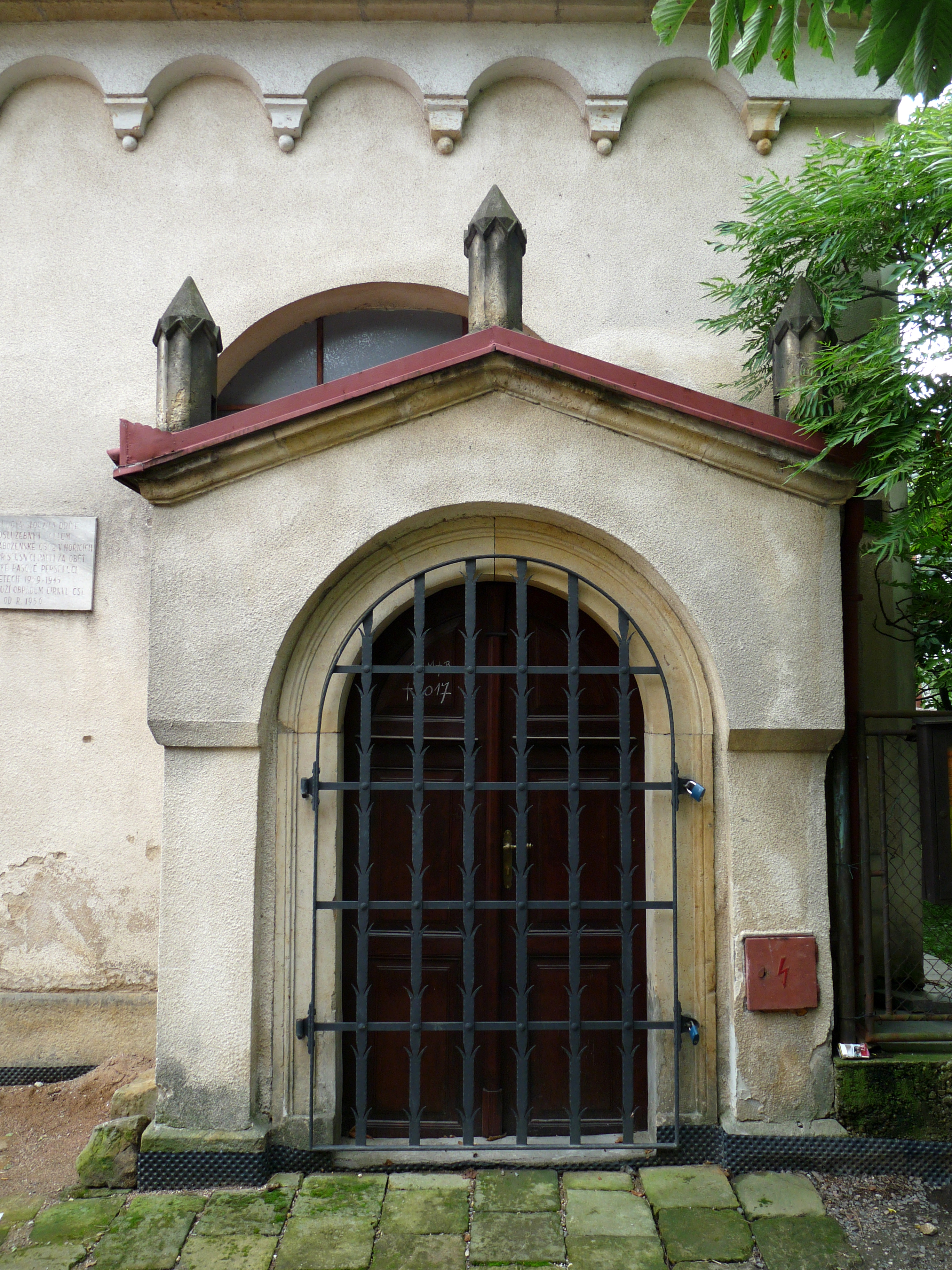
Vchod do budovy
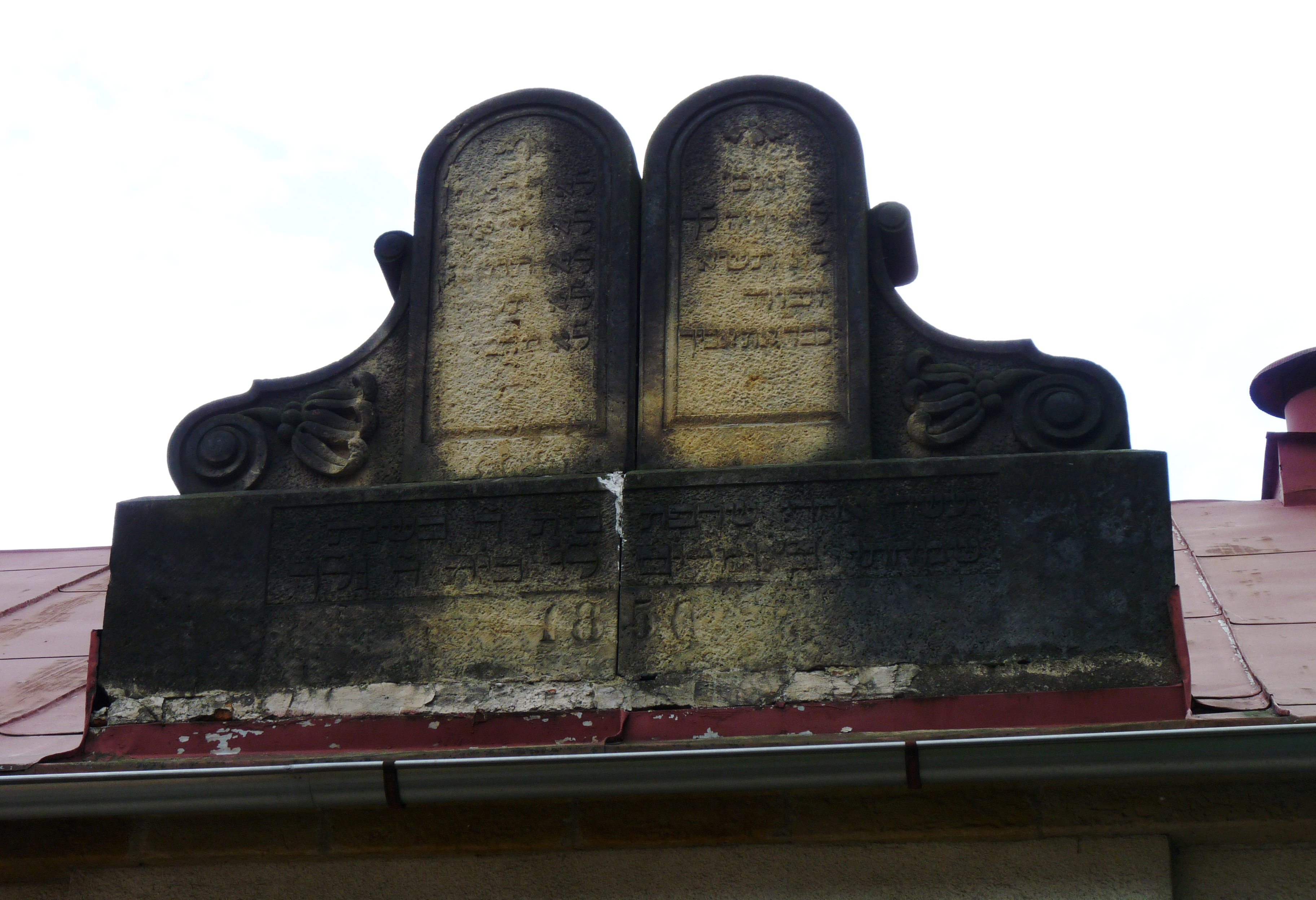
Desatero na střeše
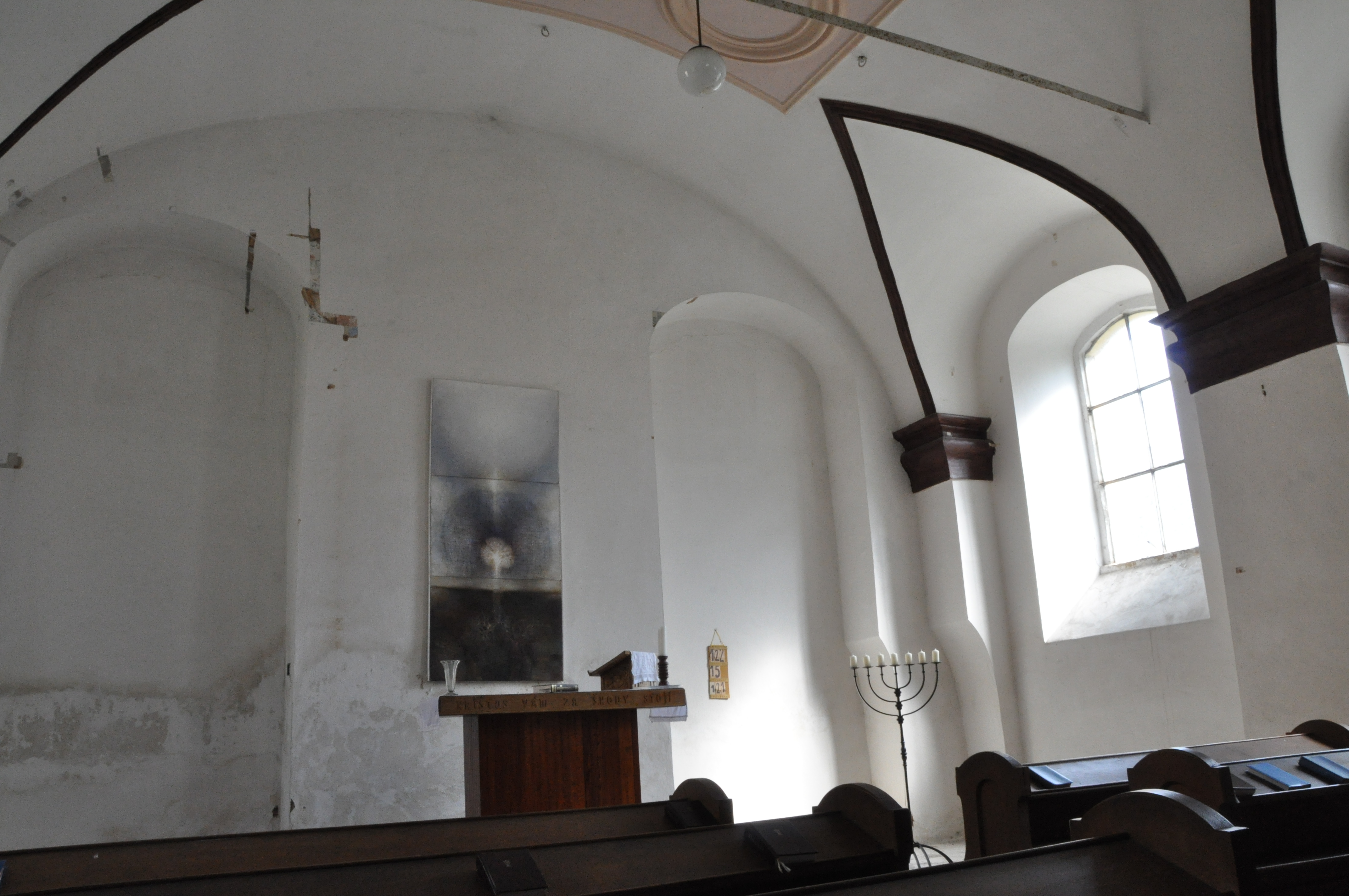
Interiér
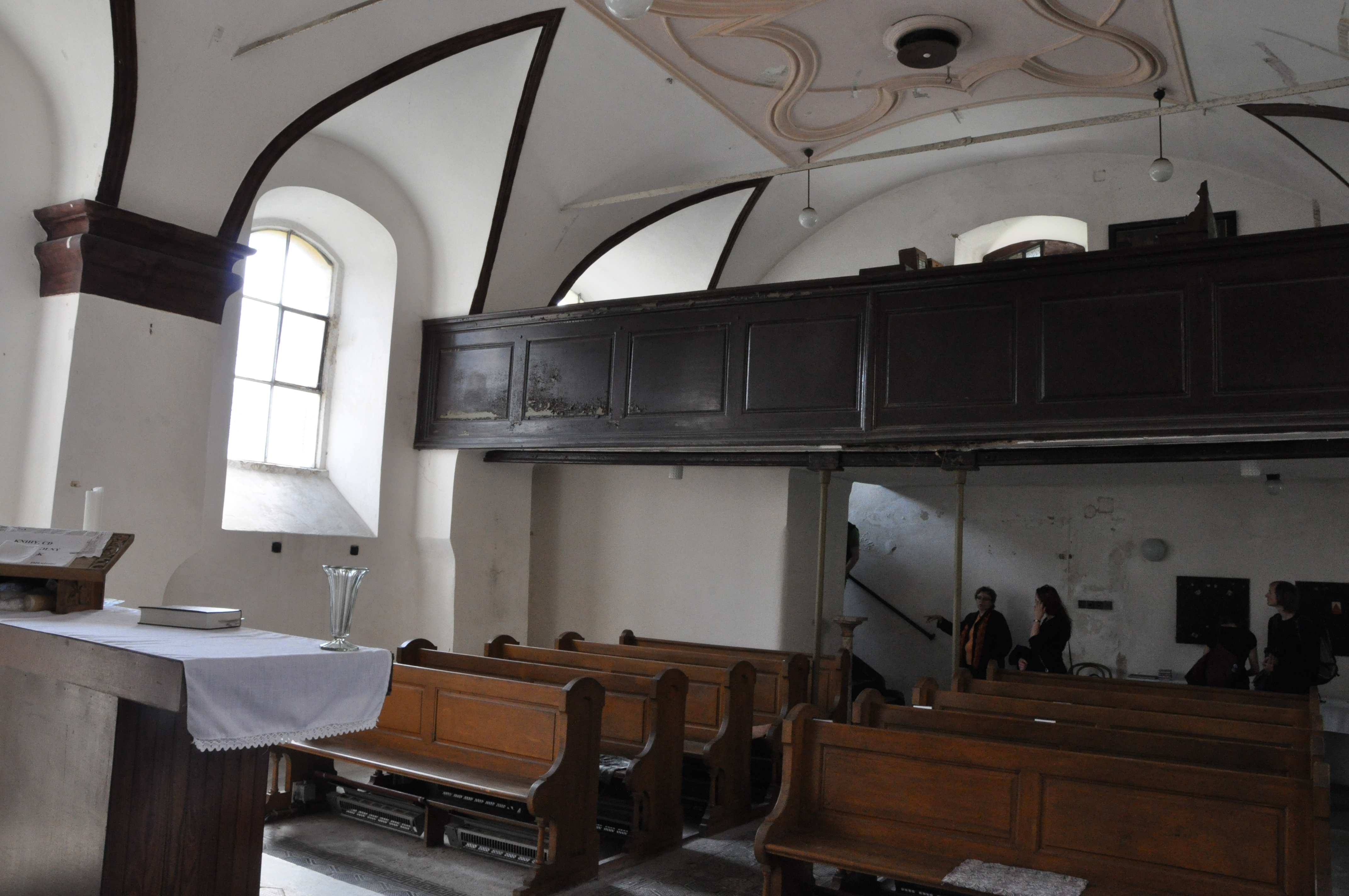
Pohled na galerii
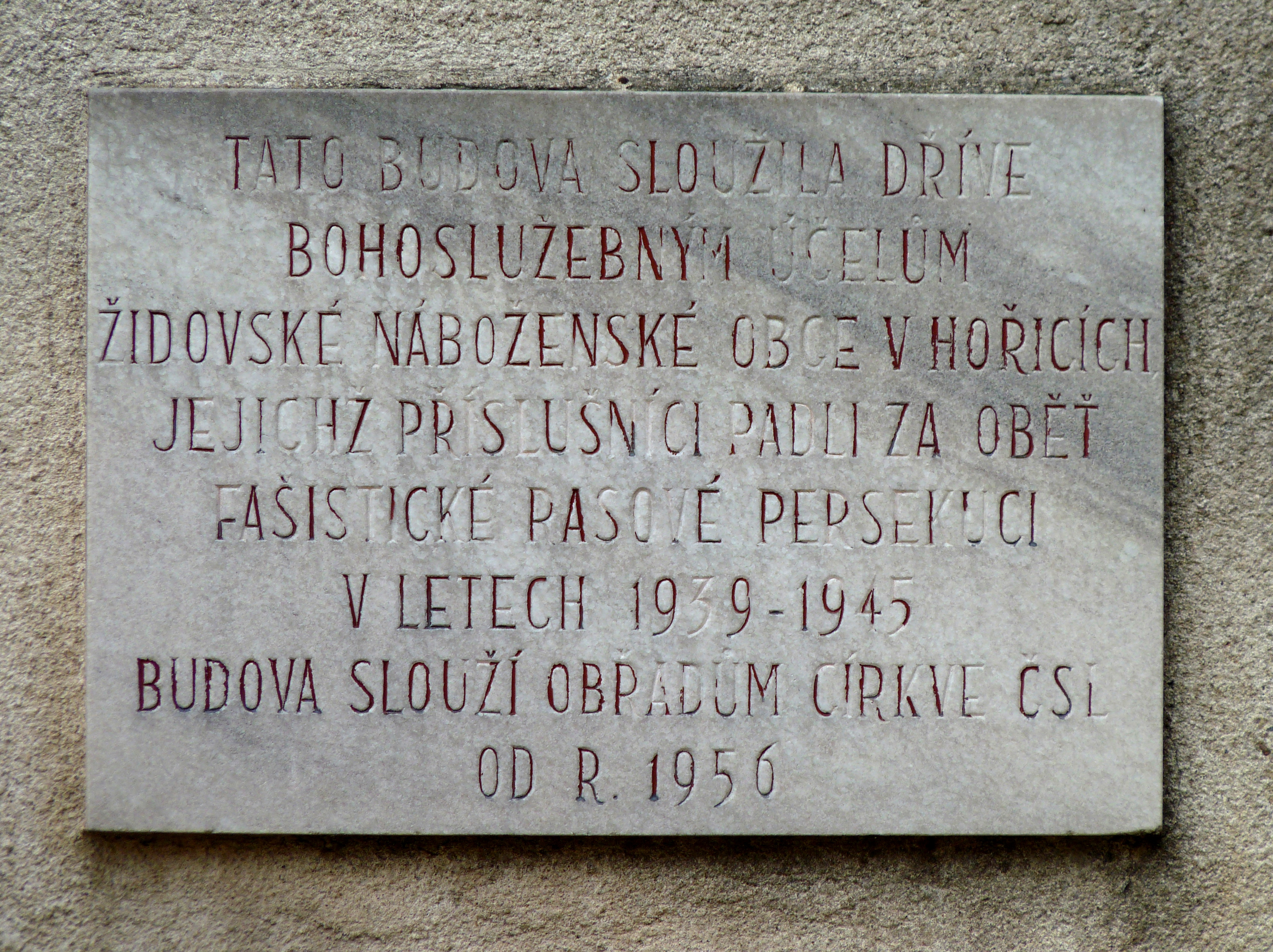
Pamětní deska